# Duques na França
Duque de França (Duc, em francês) foi o título nobiliárquico mais alto da nobreza francesa durante o Antigo Regime e, posteriormente, revivido durante a Restauração Bourbon (1814-1830) e a França Monárquica (1830-1848).

## Antigos ducados
A precedência mais alta do reino, ligado a um território feudal, foi dada aos doze original pares, que tinham se originado na Idade Média e também tinha uma função tradicional na Coroação, comparável aos archoffices do Império alemão.
Metade deles foram Duques e a outra metade Condes. Destes, três foram eclesiásticos e três foram secular. Desses doze, os prelados eram classificados acima do seculares pares do reino e três temporal, e os duques classificados acima dos condes.

### Duques eclesiásticos
Os príncipes-Bispos com ducal territórios incluídos:
- O Arcebispo de Reims, estilizado archevêque-duc par de França (em Champanhe; onde a coroação e ato de ungir o Rei, tradicionalmente, ocorria em sua catedral)
- Dois bispos sufragâneos, estilizado evêque-duc par de França:
  - o bispo-duque de Laon (na Picardia; carregava a  'Sainta Ampola' contendo a sagrada pomada)
  - o bispo-duque de Langres (na Borgonha; carregava o cetro)

Mais tarde, o Arcebispo de Paris, recebeu o título de duque de Saint-Cloud , com a dignidade de peerage(par), mas foi debatido se ele era um par eclesiástico ou meramente um bispo detendo um pariato leigo.

### Duques seculares
Sob a Casa de Capeto foram cinco os ducados laicos:
- Duque da Normandia, par de França: mais poderoso vassalo da Coroa Francesa, mais tarde, também os Reis de Inglaterra. Por privilégio, eles não podem ser convocados pelo Rei de França, para além das fronteiras do Ducado da Normandia; o Rei João da Inglaterra tentou invocar esse privilégio para evitar a convocação de Filipe Augusto para a sua corte, em Paris. Unido com a Coroa Francesa, por volta de 1204.
- Duque de Aquitânia, par de França: maior senhor de terras do sudoeste da França, também os governantes da Gasconha e Poitou. Intercalado com a coroa francesa, por volta de 1204. Reconstituído como o ducado da Guiena em 1259 para o Rei da Inglaterra pel Rei São Luís.
- Duque de Borgonha, par de França: detido por uma linha cadete dos Reis de França. Em algum ponto, o Duque de Borgonha ganhou precedência sobre os da Normandia (fundido com a Coroa) e Aquitânia (detido  por um vassalo rebelde) na cerimônia de coroação.
- Duque da Bretanha: um vassalo do Duque da Normandia. Promovido ao peerage da França em 1297 por Filipe, o belo.
- Duque de Bourbon: originalmente um senhorio, foi elevado à condição de um ducado-peerage por Carlos IV em 1327.

## Duques modernos
No final do século XIII, o Rei elevou alguns municípios a ducados, uma prática que cresceu através da idade moderna até a Revolução francesa. Muitos ducados também foram paress, os chamados novos peerages.
Títulos ducais tradicionalmente detidos pelos príncipes de sangue real:
| Armas                         | Título               | Data de criação                         | Topônimo associado | Primeiro titular  | Último titular         |
| ----------------------------- | -------------------- | --------------------------------------- | ------------------ | ----------------- | ---------------------- |
| Armas do Duque de Orléans     | Duque de Orléans     | 1344, por Filipe VI                     | Orleães            | Filipe de Valois  | Fernando Filipe        |
| Armas do Duque de Anjou       | Duque de Anjou       | 1360, por João II                       | Anjou              | Luís de Anjou     | Luís de Bourbon        |
| Armas do Duque de Berry       | Duque de Berry       | 1 de outubro de 1360, por João II       | Berry              | João de Valois    | Carlos Fernando        |
| Armas do Duque de Turene      | Duque de Turene      | 1360, por João II                       | Turene             | Filipe de Valois  | Francisco de Valois    |
| Armas do Duque de Alençon     | Duque de Alençon     | 25 de agosto de 1414, por Carlos VI     | Alençon            | João de Alençon   | Fernando de Orleães    |
| Armas do Duque da Angolema    | Duque da Angolema    | 4 de fevereiro de 1515, por Francisco I | Angolema           | Luísa de Saboia   | Luís Antônio           |
| Armas do Duque de Guise       | Duque de Guise       | 10 de dezembro de 1508, por Francisco I | Guise              | Cláudio de Lorena | Maria de Lorena        |
| Armas do Duque da Lorena      | Duque de Lorena      | 25 de janeiro de 1431, por Carlos VII   | Lorena             | Renato de Anjou   | Estanislau Leszczyński |
| Armas do Duque de Montpensier | Duque de Montpensier | 1 de fevereiro de 1538, por Francisco I | Montpensier        | Luísa de Bourbon  | João de Bourbon        |

O título de Duque de França refere-se aos magistrados da Île-de-France, informalmente Francia. Os dinastas da família do Conde Roberto, o Forte são geralmente chamados de "Duques da França" e seu título evoluiu para o nome para a nação francesa, depois de um dos seus membros, Hugo Capeto, subir ao trono. Desde o final da monarquia, tal titulação tem sido utilizada pelos pretendentes ao trono francês como Prince Henri, Conde de Paris.

## Novos ducados
Após a Revolução Francesa, mais ducados foram criados por sucessivos governantes franceses. O Imperador Napoleão I criado um grande número de  ducados na Nobreza do Primeiro Império francês, em grande parte, Marechais do Império e alguns ministros, e muitos deles levaram títulos de vitória. A prática de criar ducados continuou com a Casa de Bourbon, depois da Restauração, e depois com Napoleão III.

## Duque e Par
O título de "duque e par" (francês: duc et par) é uma das maiores honrarias da nobreza francesa, no ranking só fica atrás dos Príncipes de Sangue, que são, eles próprios, os descendentes diretos de Sangue Real e são considerados pares por nascimento.
A palavra de par vem do Latim de paris, ou seja, "a igualdade em dignidade".
Os pares da Idade Média e da época moderna não eram descendentes dos pares, ou paladinos, heróis carolíngios retratados nas músicas. Eles eram descendentes dos grandes possuidores de feudos, os membros da curia regis, uma vez que o dever de aconselhamento era uma obrigação vassálica.
O antigo Pares da França eram doze: seis foram eclesiásticos e seis eram leigos; seis foram condes e seis foram duques. Os pares eclesiásticos, unidos em 1690 ao Arcebispo de Paris, Duque de Saint-Cloud, Francisco Harlay, sobreviveu intacto até a Revolução de 1789. Em contraste com os originais pares leigos que desapareceram com a progressiva anexação de seus territórios para o domínio real. O pariato estava, então, à disposição da realeza que concedeu a dignidade a seus fiéis servos. As criações foram particularmente numerosos nos séculos XVII e XVIII (19 de 1590-1660 e 15 de 1661-1723). Algumas famílias acumularam pariatos, e, em 1723, 38 famílias de 52 peerages. A partir do século XVII, o pariato foi conferido apenas aos duques. Em 1789, havia 43 pares, dos quais 6 eram Príncipes de Sangue.
O pariato era normalmente hereditário, na linha masculina, que o rei poderia estendê-lo para a linha feminina e, até mesmo, para linhas colaterais. Isso era extinto com a linhagem aristocrática que tinham recebido o benefício da criação. Os pares eclesiásticos foram transmitidos para o próximo titular da diocese episcopal.
Desde 1667, o poder político dos pares foi sendo reduzidos; eles não mais participavam do Conselho do Rei. Em contraste, eles poderiam, quando quisessem, comparecer às sessões do Parlamento de Paris, onde eles poderiam levar uma espada, para a decepção dos juízes. Sentaram-se no lado direito do Primeiro Presidente na ordem de sua dignidade e a data de criação de seu pariato. Exceto para iluminada de justiça, eles foram os primeiros a dar a sua opinião após os presidentes e conselheiros do parlamento.
A dignidade foi em grande parte cerimonial. Pares ocupavam um ponto diretamente abaixo os membros da Família Real (filhos e netos de França, e dos Príncipes de Sangue). O Rei dirigia-se a eles  como "meu primo", e eram chamados de Monseigneur ou Votre grandeur. Eles poderiam dançar com os membros da Família Real, entrar nos Castelos Reais com suas carruagens, e as duquesas eram intituladas de  tabouret  quando com a Rainha. Eles participavam da Coroação do Rei, se não havia Príncipes de Sangue ou príncipes legítimos. O Duque de Saint-Simon é o maior representante do par com à sua dignidade; ele ferozmente defendeu seus direitos contra a invasão/usurpação.
As receitas de pares consistia em direitos feudais, rendimentos de propriedade, os salários para as funções exercidas no Tribunal e pensões concedidos pelo Rei. No século XVIII, os pares tornaram-se uma casta, com mais de metade das alianças matrimoniais acontecendo entre as famílias de mesmo ou similar posição.